# Ivana Rádlová
Ivana Rádlová (* 12. června 1968) je bývalá československá běžkyně na lyžích.

## Lyžařská kariéra
Na XV. ZOH v Calgary 1988 skončila v běhu na lyžích na 5 km na 38. místě, v běhu na 20 km na 34. místě a ve štafetě na 4x5 km na 7. místě. V roce 1993 se stala univerzitní šampionkou USA v běhu na 15 kilometrů.